# Quark (Star Trek)
„Quark” este un personaj fictiv din serialul TV Star Trek: Deep Space Nine din franciza Star Trek. 
Este interpretat de Armin Shimerman.
Quark este proprietarul unui bar. Ca mai toți membrii speciei sale (cu excepția notabilă a fratelui său Rom), el este extrem de lacom și dispus să facă orice pentru a obține mai mult latiniu. Acest lucru îi creează aproape invariabil conflicte cu Odo. Quark manifestă, totuși, un cod moral cu câteva ocazii în serial, alegând să salveze viața cuiva în loc să-și urmărească interesele materiale. Sisko îl consideră pe Quark un punct cheie al comunității negustorilor și al amestecului social divers de pe stație, luând în repetate rânduri măsuri pentru a-l menține în funcție.